# Raimund Löw

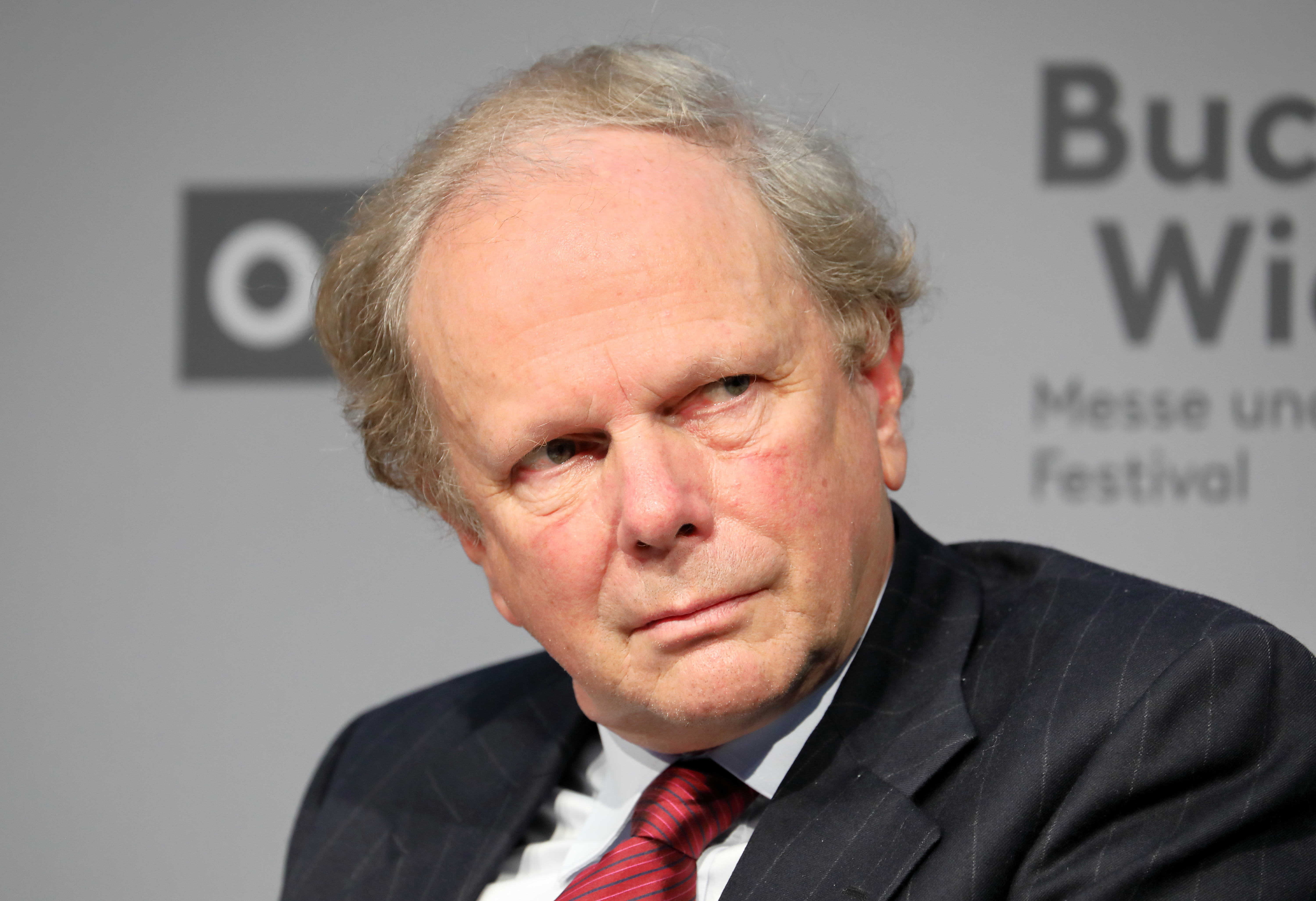
Raimund Löw auf der Buch Wien 2022

Raimund Löw (* 18. Dezember 1951 in Wien) ist ein österreichischer Historiker, Journalist und Publizist. Er ist unter anderem als Auslandskorrespondent des ORF sowie als Kommentator der Wochenzeitung Falter tätig.

## Leben
Nach dem Besuch der Mittelschule in Wien und Bern begann Löw ein Studium an der Universität Lausanne und Wien. Dort widmete er sich einem Studium der neueren Geschichte und der Politikwissenschaften. Nachdem er sich aktiv an der Studentenbewegung als Mandatar der trotzkistischen Gruppe Revolutionäre Marxisten (GRM) im Hauptausschuss der Österreichischen Hochschülerschaft beteiligt hatte, promovierte er in Wien 1977 zum Doktor der Philosophie. Daraufhin arbeitete er an historischen Forschungen zu zeitgeschichtlichen Themen und nahm Lehrtätigkeiten an verschiedenen Universitäten auf.
So wirkte er am Ludwig-Boltzmann-Institut für Geschichte der Arbeiterbewegung. Dazu hielt er Referate und Beiträge auf internationalen Historikerkongressen in Linz, Mexiko-Stadt und Amsterdam. Es folgten Lehrtätigkeiten an den Universitäten Nottingham, Wien, Salzburg und Innsbruck, bis er wieder zur Forschungstätigkeit zurückkehrte. Dazu begab er sich nach Amsterdam, Zagreb, Belgrad und Ljubljana.
So wurden die Ergebnisse seiner Tätigkeit im Hörfunk, Fernsehen und in verschiedenen Zeitungen veröffentlicht.
Ab Mitte der 1980er Jahre lag sein Schwerpunkt auf aktueller journalistischer Berichterstattung im Hörfunk des ORF in Wien, bei Radioreportagen aus dem Nahen Osten, aus Lateinamerika und verschiedenen Staaten Europas. So arbeitete er von 1989 bis 1991 als Korrespondent des ORF in Moskau und berichtete in seiner aktuellen Berichterstattung über die Reformpolitik unter Michail Gorbatschow bis zum Anti-Gorbatschow-Putsch 1991. Reportagen aus dem nach Unabhängigkeit strebenden Baltikum, dem Kaukasus, Sibirien und der Ukraine waren dabei seine ständigen Arbeitsgebiete.
Von 1991 bis 1997 war Löw Korrespondent und Büroleiter des ORF-Büros in Washington, D.C. Dort wirkte er an der Berichterstattung aus Washington mit, berichtete unter anderem über die amerikanischen Wahlen 1992 und 1996 und leistete aktuelle UNO-Berichterstattung aus New York. In der Zeit der Jugoslawienkriege berichtete er in Reportagen aus den verschiedensten amerikanischen Bundesstaaten sowie aus Lateinamerika.
Zurückgekehrt nach Wien, wurde er leitender Redakteur der Redaktion Zeit im Bild im ORF und bezog in seinen Reportagen und Analysen zu aktuellen internationalen Themen Stellung. Von 2003 bis 2007 war er Leiter des Büros Washington im ORF, von 2007 bis Ende 2014 war er Büroleiter des ORF in Brüssel. Löw steuert zur Wiener Stadtzeitung Der Falter und zur Europäischen Rundschau Kommentare, Analysen und Rezensionen bei.
Von 1. Jänner 2015 bis 1. Juli 2017 war er Leiter des ORF-Korrespondentenbüros in Peking. 2019 wirkte er als Gesprächspartner in dem Lehrfilm Geschichte und Gegenwart der UNO mit. Für den Falter gestaltet er den wöchentlich erscheinenden Podcast „Falter-Radio“, der auch auf den Freien Radios Freirad Innsbruck und Radio AGORA übertragen wird.
Raimund Löw hat zwei Schwestern, ist verheiratet und hat zwei Töchter.

## Auszeichnungen
- 2006: Bruno Kreisky-Anerkennungspreis für sein Buch Die Fantasie und die Macht. 1968 und danach.[7]
- 2009: Axel-Corti-Preis
- 2011: Journalist des Jahres in der Kategorie Außenpolitik.[8]

## Werke
- Otto Bauer und die russische Revolution, Wien 1979.
- Die russische Revolution und die internationale Arbeiterbewegung, in: Werner W. Ernst (Hrsg.): Theorie und Praxis der Revolution, 1980.
- La politique etrangere autrichienne: neutralite ou neutralisme, in: Les Langues Modernes, Paris 1981.
- Le „miracle“ Kreisky, cote cour et cote jardin, in: Profils de la Social-democratie Europeenne, Paris 1982.
- Der Zerfall der „Kleinen Internationale“, Nationalitätenkonflikte in der Arbeiterbewegung des alten Österreich 1889-1914, Wien 1984.
- Aspekte des Internationalismus und der Anti-Kriegspolitik in der Praxis der österreichischen Sozialdemokratie 1918-1934, in: Helmut Konrad, Wolfgang Maderthaner (Hrsg.): Neuere Studien zur Arbeiterbewegung, Bd.II, 1984.
- Generalstreik und/oder Abrüstung: Zwei Pole in der Friedensbewegung der internationalen Arbeiterbewegung, in: Internationale Tagung der Historiker der Arbeiterbewegung, 19. Linzer Konferenz, Wien 1985.
- Arbeiterbewegung und Zeitgeschichte im Bild 1867-1938, Fotobestände Wiener Archive und Bibliotheken, Wien 1986.
- Der Austromarxismus. Eine Autopsie (gem. mit Siegfried Mattl und Alfred Pfabigan), Frankfurt 1986.
- Historiographie der Arbeiterbewegung in Frankreich und Großbritannien, Wien 1989.
- Von der Kreisky'schen Modernisierung zur Konterreform, 15 Jahre SP-Regierung, in: Peter Pelinka, Gerhard Steger (Hrsg.): Auf dem Weg zur Staatspartei, Wien 1988.
- Die Deutsche Sozialdemokratie in Österreich und die Balkankriege 1912/1913, in: Frits von Holthoon, Marcel van der Linden (Ed.): Internationalism in the Labour Movement 1830–1940, 1988.
- „Separatisten“, Nationalitätenkonflikte in der Sozialdemokratie, in: Helene Maimann (Hrsg.): Die ersten 100 Jahre, Österreichische Sozialdemokratie 1888–1988, 1988.
- Revolution von oben oder Verwaltung des Zerfalls, Jeder gegen jeden – alle gegen Moskau, in: Ernest Hauer und Franz Reithmayr (Hrsg.): Raus aus der Sackgasse, ein Lesebuch zur Wende im Osten, Wien 1990.
- Clintons Amerika, Szenen einer politischen Jagd, in: Peter Pelinka (Hrsg.): Jagd auf Clinton, Warnsignal für unsere Demokratien, 1998.
- Budusche evropeiskoi identitschnosti, in: Veronika Seyr (Hrsg.): Europa v Poiskach Identitschnosti, Moskau 2000.
- Die Fantasie und die Macht: 1968 und danach, Wien 2006.
- Einsame Weltmacht. Die USA im Abseits, Salzburg 2007.
- Europas Strippenzieher – Wer in Brüssel wirklich regiert (gem. mit Cerstin Gammelin), Berlin 2014.
- Weltmacht China, gemeinsam mit Kerstin Witt-Löw, Residenz Verlag, Salzburg/Wien 2018, ISBN 978-3-7017-3452-8.